# Ascetostoma
Ascetostoma is een geslacht van weekdieren uit de klasse van de Gastropoda (slakken).

## Soorten
- Ascetostoma providentiae (Melvill, 1909)
- Ascetostoma ringens (Schepman, 1908)